# Wild Strawberries
Wild Strawberries šesti je studijski album bosanskohercegovačkog heavy metal i hard rock sastava Divlje jagode, koji izlazi 1987., a objavljuje ga diskografska kuća Logo records.

## Popis pjesama
Tekstovi: Aleksandar Mežek, glazba: Sead "Zele" Lipovača.
| Br. | Skladba                 | Trajanje |
| --- | ----------------------- | -------- |
| 1.  | »Fire on the Water«     | 3:32     |
| 2.  | »Morrison«              | 3:19     |
| 3.  | »Wild Boys«             | 3:13     |
| 4.  | »Dancing in the Jungle« | 3:31     |
| 5.  | »Snakes Can't Dance«    | 3:13     |
| 6.  | »Shayla«                | 4:49     |
| 7.  | »Gypsy«                 | 3:56     |
| 8.  | »Caught in a Trap«      | 3:28     |
| 9.  | »Angel in White«        | 3:12     |
| 10. | »Love Walked Away«      | 3:15     |

## Izvođači
- Sead Lipovača - gitare
- Alen Islamović - vokal
- Nasko Budimlić - bubnjevi
- Zlatan Čehić - bas
- Don Airey - klavijature